# Minna Karlowna Gorbunowa-Kablukowa
Minna Karlowna Gorbunowa-Kablukowa (russisch Минна Карловна Горбунова-Каблукова; * 21. Maijul. / 2. Juni 1840greg. im Dorf Nischni Schkaft, Ujesd Gorodischtsche; † 1931 in Moskau) war eine russische bzw. sowjetische Wirtschaftspädagogin.

## Leben
Gorbunowa-Kablukowa war als Minna Karlowna Leman geboren worden und heiratete zweimal, woraus ihr Familienname Gorbunowa-Kablukowa oder auch Kablukowa-Gorbunowa resultierte. Sie war Enkelin des deutsch-baltischen Aufklärers Garlieb Helwig Merkel. Sie hatte eine häusliche Erziehung genossen und legte die Lehrerinnen-Prüfung ab.
Ab 1860 lebte und arbeitete Gorbunowa-Kablukowa in Moskau. Sie unterrichtete an Gewerbeschulen für Mädchen. Ab 1873 reiste sie wiederholt nach Frankreich und Deutschland, um die Methoden der Frauenberufsausbildung kennenzulernen. Sie lehrte die Gewerbe am Moskauer Institut für adlige Mädchen. 1880 führte sie einen Briefwechsel mit Friedrich Engels über Fragen der beruflichen Bildung. In den 1880er Jahren untersuchte sie im Gouvernement Moskau im Auftrag des Gouvernementssemstwo-Amtes die verschiedenen Frauengewerbe. Sie verfasste ein Lehrbuch des Zuschneidens nach der Klemm-Methode.
Mit eigenen Mitteln eröffnete Gorbunowa-Kablukowa 1887 eine Frauengewerbeschule, die später von ihrer Tochter W. Lepjoschkina geleitet wurde. Auch arbeitete sie mit der Ständigen Kommission für technische Bildung der Russischen Technischen Gesellschaft zusammen und war Teilnehmerin und Sitzungsleiterin auf dem 2. und 3. Kongress der in der Berufs- und Technikbildung Tätigen. Seit Mitte der 1890er Jahre bis zur Oktoberrevolution 1917 leitete sie die Kommission für Frauenberufsausbildung der Moskauer Gesellschaft zur Förderung der Technischen Bildung beim Polytechnischen Museum in Moskau. Sie arbeitete mit den Otetschestwennyje Sapiski und weiteren Zeitschriften zusammen. Sie war bekannt mit der Revolutionärin Inessa Armand (1874–1920).